# کولسناتون
کولسناتون (به انگلیسی: Coalsnaughton) یک روستا در بریتانیا است که در کلاکماننشر واقع شده‌است. کولسناتون ۸۴۸ نفر جمعیت دارد.